# Maria Pokorny
Maria Pokorny (* 5. Juli 1888 in Wien; † 14. Februar 1966 ebenda) war eine österreichische Politikerin (SPÖ).
Nach den Pflichtschuljahren erlernte Maria Pokorny den Beruf der Blumenbinderin. Sie war weiters als Straßenbahnschaffnerin, Inkassantin bei der „Anker“-Lebensversicherung und Beamtin der „Ostmark“-Versicherung tätig. Später war sie bei der Volkshilfe beschäftigt und Vorsteherin eines Fürsorgeamts.
Politisch betätigte sie sich in der Sozialdemokratischen Arbeiterpartei in Wien/Ottakring. In den Jahren 1937–1938 verbüßte sie eine politische Freiheitsstrafe, nach dem Anschluss wurde sie 1939 zu zwei Jahren Gefängnis verurteilt. Im Jahr 1949 hatte sie vom 19. Jänner bis zum 8. November 1949 ein Abgeordnetenmandat im Österreichischen Nationalrat inne.